# Aramu Muru
Aramu Muru (en quechua : Ajayumarka, venant de Ajayu et en aymara : Aramumuru d’iranama, « pendre » ou « côté » et muru, « couper »), également connu sous le nom de Porte des Dieux, est un site historique au Pérou, situé à l’extrême sud du district de Ilave dans la province d'El Collao, département de Puno. Il est situé près du lac Titicaca. Il a été découvert au début des années 1990 et on pense qu’il s’agit d’un projet de construction inca abandonné. La pierre plate mesure environ 7 m de haut, avec sculptée dedans une niche en forme de T mesurant 198 cm de hauteur. L’endroit est hanté par les ésotériques du monde entier. Aramu Muru fait l’objet de spéculations New Age et de théories du complot.

## Légende d’Aramu Muru
Selon l’anthropologue Charles Stanish, Aramu Muru fait l’objet de légendes qu’il attribue à la « littérature alternative ». Il cite un site Web où la légende d’Aramu Muru est résumée comme suit :

« Une autre légende raconte l’époque où les conquistadors espagnols sont arrivés au Pérou et ont pillé l’or et les pierres précieuses des tribus incas. Un prêtre inca du Temple des Sept Rayons nommé Aramu Muru a fui son temple avec un disque d’or sacré, connu sous le nom de Clé des Dieux des Sept Rayons. Il l’a caché dans les montagnes de Hayu Marca. Il est finalement apparu au-dessus de la porte observée par les prêtres chamaniques. Il leur montra la clé des dieux, et un rituel fut accompli, à la suite d’un événement magique initié par le disque d’or, qui ouvrit le portail, et selon la légende, la lumière bleue coulait d’un tunnel à l’intérieur. Le prêtre Aramu Muru a donné le disque d’or à un chaman, a disparu par le portail et n’a jamais été revu. »

Les ésotéristes soulignent un renfoncement circulaire dans « l’ouverture » de la porte, dans lequel, à leur avis, il y a de la place pour un disque.
Charles Stanish voit la « littérature alternative », à laquelle il compte la légende d’Aramu Muru, dans le contexte d’accusations de conspiration plus larges contre la « science dominante ». Les théoriciens du complot croient que la science – qu’ils appellent « science dominante » – supprimerait les preuves des racines prétendument anciennes de l’humanité ou de l’influence présumée des extraterrestres. Selon le rapport, peu de gens courageux risqueraient leur carrière pour « mettre en lumière cette conspiration ».

## Portails similaires
- Aramu Muru est souvent comparé à la Porte du Soleil de Tiwanaku, bien qu’elle n’ait aucune similitude avec elle.
- Un portail extrêmement précis, qui ne mène nulle part, se trouve à Naupa Iglesia.